# Creu del Mèrit (Àustria-Hongria)
La Creu del Mèrit (alemany: Verdienstkreuz) (hongarès: Érdemkereszt)) va ser una condecoració civil i militar d'Àustria-Hongria establerta el 16 de febrer de 1850. L'emperador Franz Josef va concedir la creu "per recompensar la devoció lleial i demostrada activament a l'emperador i la pàtria, molts anys d'ús beneficiós reconegut en el servei públic o altres mèrits guanyats per al bé general".

## Història
Fou establerta el 16 de febrer de 1850. La decoració va ser en quatre classes. Durant la Primera Guerra Mundial, el guardó es va ampliar per incloure la Creu de Ferro del Mèrit amb i sense corona l'1 d'abril de 1916, durant la durada de la guerra. Aquesta darrera classe estava destinada exclusivament a soldats de rang inferior. Com a senyal de valentia davant l'enemic, l'emperador Carles I va introduir la concessió d'espases a totes les classes de la Creu del Mèrit el 13 de desembre de 1916. Quan es guardonaven amb espases, s'havien de col·locar en una cinta triple o en una barra de cinta. La creu està suspesa d'una cinta tríptica vermella en temps de pau i la cinta de la Medalla a la valentia en temps de guerra.

## Classes
- Creu d'Or al Mèrit amb la Corona
- Creu d'Or al Mèrit
- Creu al Mèrit de Plata amb la Corona
- Creu al Mèrit de Plata
- Creu de Ferro al Mèrit amb la Corona

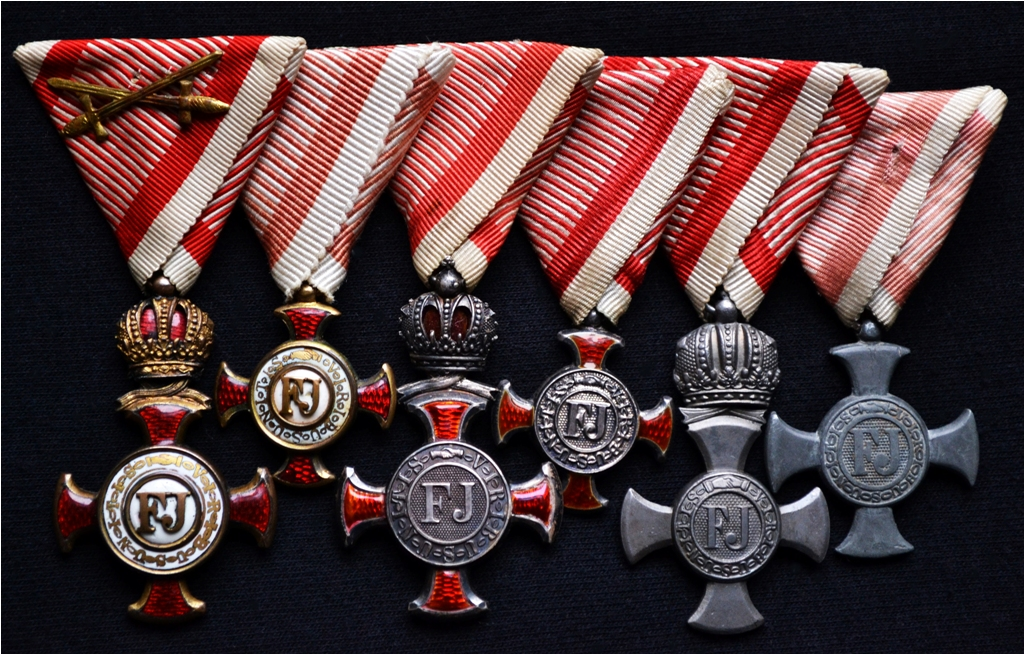
Totes les classes de la Creu del Mèrit a la cinta de la Medalla al Coratge

- Creu de Ferro del Mèrit